# 蛤蟆蕈氨酸
蛤蟆蕈氨酸（英語：Muscazone）是一種具有毒性的化學物質。該物質可以在歐洲的毒蠅傘發現到。

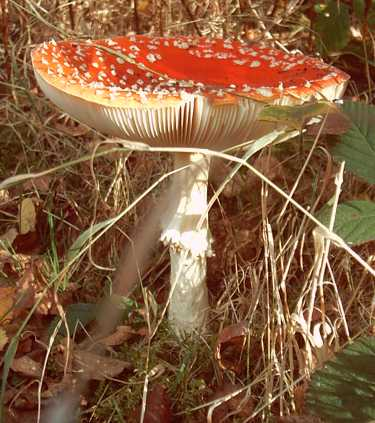
毒蠅傘含有蛤蟆蕈氨酸